# LogSumExp
LogSumExp（LSE，也称RealSoftMax或多变量softplus）函数是一个平滑最大值——一个对极值函数的光滑近似，主要用在机器学习算法中。 其定义为参数的指数的和的对数：
{\displaystyle \mathrm {LSE} (x_{1},\dots ,x_{n})=\log \left(\exp(x_{1})+\cdots +\exp(x_{n})\right).}

## 性质
LogSumExp函数的定义域为{\displaystyle \mathbb {R} ^{n}}（实数空间），共域是{\displaystyle \mathbb {R} }（实数线）。
它是对极值函数{\displaystyle \max _{i}x_{i}}的近似，同时有如下的界限：
{\displaystyle \max {\{x_{1},\dots ,x_{n}\}}\leq \mathrm {LSE} (x_{1},\dots ,x_{n})\leq \max {\{x_{1},\dots ,x_{n}\}}+\log(n).}
第一个不等式在{\displaystyle n=1}以外的情况是严格成立的，第二个不等式仅在所有元素相等时取等号。
（证明：令{\displaystyle m=\max _{i}x_{i}}，则{\displaystyle \exp(m)\leq \sum _{i=1}^{n}\exp(x_{i})\leq n\exp(m)}。将不等式取对数即可。）
另外，我们可以将不等式缩放到更紧的界限。考虑函数{\displaystyle {\frac {1}{t}}\mathrm {LSE} (tx)}。然后，
{\displaystyle \max {\{x_{1},\dots ,x_{n}\}}<{\frac {1}{t}}\mathrm {LSE} (tx)\leq \max {\{x_{1},\dots ,x_{n}\}}+{\frac {\log(n)}{t}}}
（证明：将上式{\displaystyle x_{i}}用{\displaystyle t>0}的{\displaystyle tx_{i}}替换，得到
{\displaystyle \max {\{tx_{1},\dots ,tx_{n}\}}<\mathrm {LSE} (tx_{1},\dots ,tx_{n})\leq \max {\{tx_{1},\dots ,tx_{n}\}}+\log(n)}
由于{\displaystyle t>0}，
{\displaystyle t\max {\{x_{1},\dots ,x_{n}\}}<\mathrm {LSE} (tx_{1},\dots ,tx_{n})\leq t\max {\{x_{1},\dots ,x_{n}\}}+\log(n)}
最后，同除{\displaystyle t}得到结果。）
此外，如果我们乘上一个负数，可以得到一个与{\displaystyle \min }有关的不等式：
{\displaystyle \min {\{x_{1},\dots ,x_{n}\}}-{\frac {\log(n)}{t}}\leq {\frac {1}{-t}}\mathrm {LSE} (-tx)<\min {\{x_{1},\dots ,x_{n}\}}.}
LogSumExp函数是凸函数，因此在定义域上严格递增。 （但并非处处都是严格凸的。）
令{\displaystyle \mathbf {x} =(x_{1},\dots ,x_{n})}，偏导数为：
{\displaystyle {\frac {\partial }{\partial x_{i}}}{\mathrm {LSE} (\mathbf {x} )}={\frac {\exp x_{i}}{\sum _{j}\exp {x_{j}}}},}
表明LogSumExp的梯度是softmax函数。
LogSumExp的凸共轭是负熵。

## 对数域中的log-sum-exp计算技巧
当通常的算术计算在对数尺度上进行时，经常会遇到LSE函数，例如对数概率。
类似于线性尺度中的乘法运算变成对数尺度中的简单加法，线性尺度中的加法运算变成对数尺度中的LSE：
{\displaystyle \mathrm {LSE} (\log(x_{1}),...,\log(x_{n}))=\log(x_{1}+\dots +x_{n})}
使用对数域计算的一个常见目的是在使用有限精度浮点数直接表示（在线性域中）非常小或非常大的数字时提高精度并避免溢出问题.
不幸的是，在一些情况下直接使用 LSE 依然会导致上溢/下溢问题，必须改用以下等效公式（尤其是当上述“最大”近似值的准确性不够时）。 因此，IT++等很多数学库都提供了LSE的默认例程，并在内部使用了这个公式。
{\displaystyle \mathrm {LSE} (x_{1},\dots ,x_{n})=x^{*}+\log \left(\exp(x_{1}-x^{*})+\cdots +\exp(x_{n}-x^{*})\right)}
其中{\displaystyle x^{*}=\max {\{x_{1},\dots ,x_{n}\}}}

## 一个严格凸的log-sum-exp型函数
LSE是凸的，但不是严格凸的。我们可以通过增加一项为零的额外参数来定义一个严格凸的log-sum-exp型函数：
{\displaystyle \mathrm {LSE} _{0}^{+}(x_{1},...,x_{n})=\mathrm {LSE} (0,x_{1},...,x_{n})}
This function is a proper Bregman generator (strictly convex and differentiable). 
It is encountered in machine learning, for example, as the cumulant of the multinomial/binomial family.
在热带分析中，这是对数半环的和。